# Walden (comune)
Walden era il nome di una colonia, o comune cooperativa, che lo psichiatra e scrittore Frederik van Eeden (1860-1932) fondò nel 1898 nella tenuta Cruysbergen a Bussum.
Questa colonia cooperativa socialista fu fondata su un terreno di proprietà comune. La colonia aveva anche la funzione di luogo di riposo per pazienti psichiatrici. La struttura fallì per cattiva gestione commerciale. Prima fu trasformata in cooperativa di consumo, poi nel 1907 fu dichiarata la bancarotta.
Van Eelden ebbe l'idea di fondare Walden dopo aver letto il famoso libro Walden, ovvero La vita nei boschi (1854) di Henry David Thoreau.
A Walden nacque il veggente olandese Gerard Croiset.